# Malý Bukač
Malý Bukač je přírodní památka v katastrálním území obce Nová Olešná v okrese Jindřichův Hradec. Oblast spravuje Agentura ochrany přírody a krajiny ČR. Předmětem ochrany je ekosystém rybníka a okolních stanovišť s výskytem zvláště chráněných a významných druhů živočichů, zejména obojživelníků a s výskytem významných druhů rostlin.
Území přírodní památky Malý Bukač a jejího ochranného pásma bylo zařazeno NV 132/2005 Sb., mezi evropsky významné lokality Natura 2000 s názvem EVL Malý Bukač.